# Долиняны (Мурованокуриловецкий район)
Долиня́ны (укр. Долиняни) — село на Украине, находится в Мурованокуриловецком районе Винницкой области.
Код КОАТУУ — 0522882501. Население по переписи 2001 года составляет 470 человек. Почтовый индекс — 23415. Телефонный код — 4356.
Занимает площадь 2,004 км².

## Религия
В селе действует Свято-Параскевинский храм Мурованокуриловецкого благочиния Могилёв-Подольской епархии Украинской православной церкви.

## Адрес местного совета
23415, Винницкая область, Мурованокуриловецкий р-н, с. Долиняны, ул. Ленина, 61